# Rollo (departamento)
Rollo é um departamento ou comuna da província de Bam no Burkina Faso. A sua capital é a cidade de Rollo.
Em 1 de julho de 2018 tinha uma população estimada em 38914 habitantes.